# Limbo (serie de televisión)
Limbo (subtitulada hasta que lo decida) es una serie de televisión web dramática argentina original de Star+. La trama sigue la historia de tres hermanos que deben ponerse al frente de la empresa que les dejó su difunto padre, comenzando así una lucha de poder. Está protagonizada por Clara Lago, Mike Amigorena, Esteban Pérez, Geena Román, Andrés Gil, Enrique Piñeyro, Michel Noher y Andrea Frigerio. La serie se estrenó el 28 de septiembre de 2022.
La serie, antes de su estreno oficial, se proyectó y compitió en la selección oficial del Festival Internacional de Series de Cannes llevada a cabo el 9 de octubre de 2021 en Francia. A partir de su participación en el festival, Disney renovó la serie para una segunda temporada.

## Sinopsis
Luego de la muerte de su padre, tres hermanos (Clara Lago, Mike Amigorena y Esteban Pérez) deberán administrar la empresa de cosmetología que les dejó y deberán trabajar juntos para mantener el imperio y el legado que construyó su difunto progenitor, pero también deberán enfrentarse a las ambiciones de cada uno, por lo cual, pondrán a prueba su relación como hermanos enfrentándose a una lucha de poder por la empresa.

## Elenco

### Principal
- Clara Lago como Sofía "Sou" Castelló, hija menor de Francisco y responsable de la empresa Aiz.[10]
- Mike Amigorena como Ignacio Castelló, hijo mayor de Francisco y nuevo presidente de la empresa Castelló.[10]
- Esteban Pérez como Andrés Castelló, segundo hijo de Francisco y empresario.[10]
- Rebeca Roldán como Estefanía Thierreux, mejor amiga de Sofía.[10]
- Geena Román como Perla, amiga trans de Sofía.[10]
- Andrés Gil como Marcos, mejor amigo sordo de Sofía y modelo.[10]
- Enrique Piñeyro como Francisco Castelló, empresario millonario y padre difunto de Sofía, Ignacio y Andrés.[10]
- Michel Noher como Martín, interés romántico de Sofía y profesor en la Fundación Castelló para niños sordos.[10]
- Andrea Frigerio como Lucrecia Aiz, antigua amante de Francisco y dueña de la pequeña empresa que él compró.[10]

### Secundario
- Carola Reyna como Helena, madre difunta de Sofía, Ignacio y Andrés.
- Claudio da Passano como Antonio García, socio de confianza de Francisco.
- Olivia Viggiano como Soledad, arquitecta y esposa de Andrés.[10]
- Azul Dattas como Sofía, a los 12 años. 
  - Dulce Wagner como Sofía, a los 8 años.
- Alan Madanes como Francisco, en su adolescencia.
- Juan Cottet como Andrés, en su adolescencia.
- José Emanuel Espeche como Manuel, chofer de Sofía.
- Lina De Simone como Estela, ama de llaves de la familia Castelló.

### Participaciones
- Alexia Moyano como Delfina, esposa de Ignacio.
- Teresa Calandra como Esmeralda Hamilton, amiga de Francisco.
- Teo Gutiérrez como Segundo Castelló, primer hijo de Ignacio y Delfina.
- Valentín Salaverry como Cruz Castelló, segundo hijo de Ignacio y Delfina.
- Briano Merlo como Benjamín Castelló, tercer hijo de Ignacio y Delfina.
- Aldo Pastur como Eduardo Santos, periodista enemigo de la familia Castelló.
- Leticia Brédice como Mercedes "Mecha" Bustos, modelo despedida de Castelló.
- Chloé Bello como Edna Zulk, nueva modelo rusa de Castelló.
- Carmen Maura como Alicia Castelló, madre de Francisco.
- Pepe Cibrián Campoy como Henry Deman, empresario y amigo de Lucrecia.
- Abril Motta como Sofía, a los 16 años.
- Paloma Domínguez como Estefanía, a los 16 años.
- Leonor Manso como Sara, jardinera de la familia Castelló.
- Melania Lenoir como Ania, arquitecta contratada por Sofía.
- Belén Blanco como Laura, política y asesora de Sofía.
- Léo Kildare Louback como Pedro Costa, accionista de la empresa Castelló.

## Episodios
| N.º | Título         | Dirigido por                       | Escrito por                                                                                                 | Fecha de lanzamiento original |
| --- | -------------- | ---------------------------------- | --- | ----------------------------- |
| 1   | «Volver»       | Agustina Macri y Fabiana Tiscornia | Margarita García Robayo, Ana Navajas, Nicolás Diodovich, Mariano Cohn, Javier van de Couter y Gastón Duprat | 28 de septiembre de 2022      |
| 2   | «Closing»      | Agustina Macri y Fabiana Tiscornia | Javier van de Couter y Martín Vatenberg                                                                     | 28 de septiembre de 2022      |
| 3   | «Aiz»          | Agustina Macri y Fabiana Tiscornia | Javier van de Couter y Martín Vatenberg                                                                     | 28 de septiembre de 2022      |
| 4   | «Sou sou»      | Agustina Macri y Fabiana Tiscornia | Javier van de Couter y Martín Vatenberg                                                                     | 28 de septiembre de 2022      |
| 5   | «Madrid»       | Agustina Macri y Fabiana Tiscornia | Javier van de Couter y Martín Vatenberg                                                                     | 28 de septiembre de 2022      |
| 6   | «Resurrección» | Agustina Macri y Fabiana Tiscornia | Javier van de Couter y Martín Vatenberg                                                                     | 28 de septiembre de 2022      |
| 7   | «Comunidad»    | Agustina Macri y Fabiana Tiscornia | Javier van de Couter y Martín Vatenberg                                                                     | 28 de septiembre de 2022      |
| 8   | «Identidad»    | Agustina Macri y Fabiana Tiscornia | Javier van de Couter y Martín Vatenberg                                                                     | 28 de septiembre de 2022      |
| 9   | «Billonaria»   | Agustina Macri y Fabiana Tiscornia | Javier van de Couter y Martín Vatenberg                                                                     | 28 de septiembre de 2022      |
| 10  | «Después»      | Agustina Macri y Fabiana Tiscornia | Javier van de Couter y Martín Vatenberg                                                                     | 28 de septiembre de 2022      |

## Desarrollo

### Producción
A finales de octubre del 2020, se anunció que Pampa Films y Gloriamundi Producciones serían las encargadas de producir una serie denominada Limbo que trataría sobre tres hermanos que entran en conflicto tras haber heredado el mando de la empresa familiar y que la misma se estrenaría en la plataforma de Disney+ para toda Latinoamérica. Asimismo, se informó que Javier Van de Couter era el encargado de crear el guion para la serie, mientras que Mariano Cohn y Gastón Duprat serían los responsables de delinear a los personajes, como así también de dirigir los episodios y encargarse del área de producción. En diciembre de ese año, Amigorena reveló en una entrevista que la serie constaría de 10 episodios. En marzo del mismo año, se confirmó que la serie se vería por el catálogo de Star+, una plataforma hermana de Disney, cuyo contenido está dirigido para la población adulta.

### Rodaje
El 24 de noviembre de 2020, se informó que habían comenzado las grabaciones de la serie en la provincia de Buenos Aires. A fines de marzo de 2021, se comunicó que las grabaciones habían concluido con sus últimas escenas en Madrid, España.

### Casting
En septiembre de 2020, se reveló que Mike Amigorena sería uno de los protagonistas de la ficción. En octubre del mismo año, se confirmó que la actriz española Clara Lago se había unido al elenco como la protagonista y que también los acompañaría Esteban Pérez. En noviembre del mismo año, se anunció que Mex Urtizberea y Andrés Gil serían parte del elenco en papeles de soporte. En diciembre, se sumaron Andrea Frigerio y Enrique Piñeyro al reparto de la serie y Claudio da Passano declaró en una entrevista que realizaría una participación especial en la ficción.

## Recepción

### Comentarios de la crítica
La serie recibió críticas mixtas por parte de los expertos, quienes destacaron su estética visual, pero cuestionaron el desarrollo de la trama. Diego Lerer del sitio web Micropsia destacó que los episodios están «elegantemente filmados y sobriamente actuados» a excepción de Amigorena, cuya interpretación se refirió que está «a mitad de camino entre lo experimental y lo directamente incomprensible»; y agregó que la serie es «un tanto tediosa» y que «es poco lo que tiene interesante para decir». Por su parte, Diego Batlle de la página web Otros cines mencionó que la trama hace recordar a la serie estadounidense Succession (2018) de HBO y que el guion «está demasiado calculado, con diálogos un poco ampulosos y un off recargado, que le resta algo de fluidez y encanto a una puesta cuidada e hiperestilizada desde lo visual».

### Premios y nominaciones
| Lista de premios y nominaciones | Lista de premios y nominaciones            | Lista de premios y nominaciones                      | Lista de premios y nominaciones | Lista de premios y nominaciones | Lista de premios y nominaciones |
| Año                             | Organización                               | Categoría                                            | Nominado/a(s)                   | Resultado                       | Ref(s)                          |
| ------------------------------- | ------------------------------------------ | ---------------------------------------------------- | ------------------------------- | ------------------------------- | ------------------------------- |
| 2021                            | Festival Internacional de Series de Cannes | Selección oficial                                    | Limbo                           | Nominado                        | [ 23 ]                          |
| 2022                            | Premios Cóndor de Plata                    | Mejor actriz protagonista en drama                   | Clara Lago                      | Nominada                        | [ 24 ]                          |
| 2023                            | Unión de Actores y Actrices                | Mejor actriz en producción internacional             | Clara Lago                      | Nominada                        | [ 25 ]                          |
| 2023                            | Premios Produ                              | Mejor actriz principal - Serie y miniserie dramática | Clara Lago                      | Nominada                        | [ 26 ]                          |